# Chaldene (Mond)
Chaldene (auch Jupiter XXI) ist einer der kleineren äußeren Monde des Planeten Jupiter.

## Entdeckung
Chaldene wurde am 26. November 2000 von Astronomen der Universität Hawaii entdeckt. Er erhielt zunächst die vorläufige Bezeichnung S/2000 J 10.
Benannt wurde der Mond nach Chaldene, einer Geliebten des Zeus aus der griechischen Mythologie. 

## Bahndaten
Chaldene umkreist Jupiter in einem mittleren Abstand von 23.100.000 km in 723 Tagen, 16 Stunden und 48 Minuten. Die Bahn weist eine Exzentrizität von 0,2590 auf. Mit einer Neigung von 165,191° ist die Bahn retrograd, d. h., der Mond bewegt sich entgegen der Rotationsrichtung des Jupiter um den Planeten. 
Aufgrund ihrer Bahneigenschaften wird Chaldene der Carme-Gruppe, benannt nach dem Jupitermond Carme, zugeordnet.

## Physikalische Daten
Chaldene hat einen Durchmesser von etwa 3,8 km. Seine Dichte wird auf 2,6 g/cm³ geschätzt. Er ist vermutlich überwiegend aus silikatischem Gestein aufgebaut.
Chaldene weist eine sehr dunkle Oberfläche mit einer Albedo von 0,04, d. h., nur 4 % des eingestrahlten Sonnenlichts werden reflektiert. Seine scheinbare Helligkeit beträgt 22,5m.